# Dame otro tequila
«Dame Otro Tequila» es una canción de la cantante mexicana Paulina Rubio de su séptimo álbum de estudio Pau-latina (2004) y considerada según la misma artista como una «rancheras moderna». Compuesta y producida por Emilio Estefan, además de la autoría de Tom Mc-Williams, el dúo panameño Alberto y Ricardo Gaitán y el estadounidense Tony Mardini, fue publicada en octubre de 2004 como el tercer sencillo de Pau-Latina. 
Después del éxito de «Te Quise Tanto"», Paulina Rubio nuevamente alcanzó la posición número uno en la lista de Billboard Hot Latin Tracks, siendo este su segundo número uno en el ranking.

## Presentaciones
En julio de 2004 durante la gala de los Premios Juventud, la cantante presentó la canción sobre el escenario. En octubre del mismo año, durante la presentación en los Premios MTV Latinoamérica , presentó junto a Pitbull «Dame Otro Tequila» con un remezcla de la canción «Culo» de Pitbull.

## Video
«Dame Otro Tequila» fue dirigido por el director mexicano Dago Gonzales. El video fue rodado en Los Ángeles, California. Después de la gran presentación de la canción en los Premios MTV Latinoamérica en octubre de 2004, el videoclip se estrenó en el canal de música. En el video aparece el actor Héctor Arredondo.

## Formatos
| CD-sencillo México |                                            |          |  |
| N.º                | Título                                     | Duración |  |
| 1.                 | «Dame Otro Tequila» (Álbum Versión)        | 02:48    |  |
| 2.                 | «Dame Otro Tequila» (Quirri Mix)           | 03:20    |  |
| 3.                 | «Dame Otro Tequila» (Dance Remix)          | 03:26    |  |
| 4.                 | «Dame Otro Tequila» (Reggaeton Versión)    | 03:33    |  |
| 5.                 | «Dame Otro Tequila» (Banda Urbana Versión) | 03:44    |  |

## Posicionamiento en listas
| País (Lista 2005) | Posición más alta |
| ----------------- | ----------------- |
| México (Los 40)   | 13                |